# JJ Aldrich
JJ Aldrich (Denver, Colorado; 29 de septiembre de 1992) es una artista marcial mixta estadounidense que compite en la división de peso paja. Actualmente está firmada con el Ultimate Fighting Championship y ha peleado por Invicta FC.

## Carrera en las artes marciales mixtas

### Invicta
JJ Aldrich comenzó su carrera profesional de MMA el 1 de noviembre de 2014 en Invicta FC 8: Waterson vs. Tamada y ganó la pelea por decisión unánime con el marcador (30-27, 30-27, 30-26).
Su próxima pelea llegará un año después, el 27 de febrero de 2015, en Invicta FC 11: Cyborg vs. Tweet, contra 
Jamie Moyle, donde perdió en la primera ronda por estrangulación trasera.
Aldrich estaba programado para enfrentar a Daniela Kortmann el 12 de septiembre de 2015 en el Invicta FC 14: Evinger vs. Kianzad ; sin embargo, Kortmann se vio obligado a sacar de la tarjeta debido a un problema de visa y fue reemplazado por Rosa Acevedo. Ella ganó la pelea por nocaut en la primera ronda.

### The Ultimate Fighter
JJ Aldrich fue concursante en The Ultimate Fighter: Team Joanna vs. Team Cláudia. En la competencia, Aldrich derrotó a Kristi López por decisión unánime en la ronda de eliminación, luego perdió en los cuartos de final contra Tatiana Suárez en la ronda 2 por sumisión a través de un estrangulador trasero.

### Freestyle Cage Fighting
Aldrich se enfrentó a Kathina Caton en septiembre de 2016 en Freestyle Cage Fighting 53. Ella ganó la pelea en la primera ronda por nocaut técnico.

### Regreso a invicta
Aldrich se enfrentó a Lynn Álvarez el 18 de noviembre de 2016 en el Invicta FC: Evinger vs. Kunitskaya y venció a Álvarez por decisión unánime.

### Ultimate Fighting Championship
Firmó con UFC para pelear contra Juliana Lima por UFC Fight Night: Lewis vs. Abdurakhimov en Albany, Nueva York el 9 de diciembre de 2016. Aldrich fue un reemplazo tardío para la oponente original de Lima, Tatiana Suárez, quien tuvo que retirarse de la pelea debido a una lesión. Perdió la pelea por decisión unánime.
Aldrich enfrentó al luchador surcoreano Chan-Mi Jeon en el debut de Jeon en el UFC para UFC Fight Night: Lewis vs. Hunt en Auckland, Nueva Zelanda el 11 de junio de 2017. Ella ganó la pelea por decisión unánime.
Se enfrentó a Danielle Taylor el 14 de enero de 2018 en UFC Fight Night: Stephens vs. Choi. Ella ganó la pelea por decisión unánime.
Aldrich se enfrentó a Polyana Viana el 4 de agosto de 2018 en el UFC 227. Ganó el combate por decisión unánime.
Aldrich volvió al peso mosca para enfrentarse a Maycee Barber en UFC Fight Night: Thompson vs. Pettis el 23 de marzo de 2019. Aldrich perdió el combate por nocaut técnico en el primer asalto.
Aldrich se enfrentó a Lauren Mueller el 12 de octubre de 2019 en UFC Fight Night: Joanna vs. Waterson. Ganó el combate por decisión unánime.
Aldrich se enfrentó a Sabina Mazo el 18 de enero de 2020 en UFC 246. Perdió el combate por decisión dividida.
Aldrich se enfrentó a Cortney Casey el 13 de marzo de 2021 en UFC Fight Night: Edwards vs. Muhammad. Ganó el combate por decisión dividida.
Aldrich estaba programada para enfrentarse a Tracy Cortez el 28 de agosto de 2021 en UFC on ESPN: Barboza vs. Chikadze. Sin embargo, Cortez se retiró del combate debido a una lesión, y fue sustituida por Vanessa Demopoulos. Aldrich ganó el combate por decisión unánime.
Aldrich se enfrentó a Gillian Robertson el 12 de marzo de 2022 en UFC Fight Night 203. Ganó el combate por decisión unánime.

## Logros amateur
- 2014 - Campeón de peso mosca de MMA en conflicto.
- 2013 - Sparta Combat League (SCL) Campeón de peso mosca aficionado.
- 2012/2013 - Destiny MMA Amateur campeona de peso mosca.

## Récord en artes marciales mixtas
| Resultado | Récord | Oponente           | Método                              | Evento                                  | Fecha                    | Ronda | Tiempo | Localización            | Notas                                         |
| --------- | ------ | ------------------ | ----------------------------------- | --------------------------------------- | ------------------------ | ----- | ------ | ----------------------- | --------------------------------------------- |
| Victoria  | 11-4   | Gillian Robertson  | Decisión (unánime)                  | UFC Fight Night 203                     | 12 d emarzo de 2022      | 3     | 5:00   | Las Vegas, Nevada       |                                               |
| Victoria  | 10–4   | Vanessa Demopoulos | Decisión (unánime)                  | UFC on ESPN: Barboza vs. Chikadze       | 28 de agosto de 2021     | 3     | 5:00   | Las Vegas, Nevada       |                                               |
| Victoria  | 9–4    | Cortney Casey      | Decisión (dividida)                 | UFC Fight Night: Edwards vs. Muhammad   | 13 de marzo de 2021      | 3     | 5:00   | Las Vegas, Nevada       |                                               |
| Derrota   | 8–4    | Sabina Mazo        | Decisión (dividida)                 | UFC 246                                 | 18 de enero de 2020      | 3     | 5:00   | Paradise, Nevada        |                                               |
| Victoria  | 8–3    | Lauren Mueller     | Decisión (unánime)                  | UFC Fight Night: Joanna vs. Waterson    | 12 de octubre de 2019    | 3     | 5:00   | Tampa, Florida          |                                               |
| Derrota   | 7–3    | Maycee Barber      | TKO (rodillazo y golpes)            | UFC Fight Night: Thompson vs. Pettis    | 23 de marzo de 2019      | 2     | 3:01   | Nashville, Tennessee    | Regresó al peso mosca.                        |
| Victoria  | 7–2    | Polyana Viana      | Decisión (unánime)                  | UFC 227                                 | 4 de agosto de 2018      | 3     | 5:00   | Los Ángeles, California |                                               |
| Victoria  | 6–2    | Danielle Taylor    | Decisión (unánime)                  | UFC Fight Night: Stephens vs. Choi      | 14 de enero de 2018      | 3     | 5:00   | St. Louis, Missouri     |                                               |
| Victoria  | 5–2    | Chan-Mi Jeon       | Decisión (unánime)                  | UFC Fight Night: Lewis vs. Hunt         | 11 de junio de 2017      | 3     | 5:00   | Auckland                | Peso acordado (118 lbs); Jeon no dio el peso. |
| Derrota   | 4–2    | Juliana Lima       | Decisión (unánime)                  | UFC Fight Night: Lewis vs. Abdurakhimov | 9 de diciembre de 2016   | 3     | 5:00   | Albany, Nueva York      |                                               |
| Victoria  | 4–1    | Lynn Álvarez       | Decisión (unánime)                  | Invicta FC 20: Evinger vs. Kunitskaya   | 18 de noviembre de 2016  | 3     | 5:00   | Kansas City Missouri    | Regresó al peso paja; Actuación de la Noche.  |
| Victoria  | 3–1    | Kathina Catron     | TKO (golpes)                        | FCF 53                                  | 17 de septiembre de 2016 | 3     | 5:00   | Tulsa, Oklahoma         | Debut en peso mosca.                          |
| Victoria  | 2–1    | Rosa Acevedo       | KO (rodillazo y golpes)             | Invicta FC 14: Evinger vs. Kianzad      | 12 de septiembre de 2015 | 1     | 2:24   | Kansas City, Missouri   | Actuación de la Noche.                        |
| Derrota   | 1–1    | Jamie Moyle        | Sumisión técnica (rear-naked choke) | Invicta FC 11: Cyborg vs. Tweet         | 27 de febrero de 2015    | 1     | 2:20   | Los Ángeles, California |                                               |
| Victoria  | 1–0    | Delaney Owen       | Decisión (unánime)                  | Invicta FC 8: Waterson vs. Tamada       | 1 de noviembre de 2014   | 3     | 5:00   | Davenport, Iowa         | Debut, peso paja.                             |